# Tinh Hà
Tinh Hà (Uyghur: جىڭ ناھىيىسى‎, ULY: Jing Nahiyisi, UPNY: Jing Nah̡iyisi?; giản thể: 精河县; phồn thể: 精河縣; bính âm: Jīnghé Xiàn) là một huyện của Châu tự trị dân tộc Mông Cổ-Bortala, khu tự trị Tân Cương, Trung Quốc. Huyện có khí hậu sa mạc, lượng mưa hàng năm chỉ là 102 mm và nhiệt độ trung bình dao động từ -15,2C vào tháng giếng đến 25,5C vào tháng bảy.

### Trấn
- Tinh Hà (精河镇)
- Đại Hà Diên Tử (大河沿子镇)

### Hương
- Mang Đinh (茫丁乡)
- Thác Lý (托里乡)
- Thác Thác (托托乡)

### Khác
- Nông trường A Cáp Kỳ (阿合其农场)
- Nông trường Bát Gia Hộ (八家户农场)
- Binh đoàn 82 (兵团82团)
- Binh đoàn 83 (兵团83团)
- Binh đoàn 91 (兵团91团)
- Mục trường Cổ Nhĩ Đồ (古尔图牧场)